# 有馬学
有馬 学（ありま まなぶ、1945年7月19日 - ）は、日本の歴史学者、九州大学名誉教授、前福岡市博物館長。専門は日本近代史。

## 経歴
1945年、当時日本占領下であった北京市に生まれた(鹿児島県出身)。東京都立戸山高等学校を卒業し、東京大学文学部に進んだ。1971年に卒業し、同大学院人文科学研究科に進学。1976年、博士課程を単位取得満期退学。
その後は九州大学文学部講師に就いた。同助教授を経て、1994年に同教授に昇格。その後、同大学院比較社会文化研究科（のち研究院に改組）教授となった。2009年3月に九州大学を定年退職し、名誉教授となった。2009年4月から同9月まで九州大学韓国研究センター客員教授。2012年4月から2024年3月まで12年間福岡市博物館総館長を務めた。

## 著作
単著
- 『1905～1924：「国際化」の中の帝国日本』(日本の近代 4) 中央公論新社, 1999
  - 文庫化 中公文庫, 2013年
- 『帝国の昭和』(日本の歴史 23) 講談社, 2002
  - 文庫化 講談社学術文庫, 2010年
- 『日中戦争期における社会運動の転換：農民運動家・田辺納の談話と史料』海鳥社, 2009
- 『「戦後」を読み直す：同時代史の試み』中公選書, 2024

共編著
- 『近代日本の政治構造』三谷博と共編, 吉川弘文館, 1993
- 『山県有朋と近代日本』伊藤隆編, 吉川弘文館, 2008

「第10章　山県有朋の語られ方－〈近代日本の政治〉をめぐるメタヒストリー」
- 『近代日本の企業家と政治－安川敬一郎とその時代』吉川弘文館, 2009
- 『福岡県の近現代』石瀧豊美・小西秀隆）山川出版社, 2021

論文
- 「史料紹介・田辺納関係文書：昭和15年の全農分裂問題を中心に」 （1985）
- 「陸軍の国家改造運動にみる中央と地方：佐々木清関係文書の検討と紹介」（1993）
- 「丸山雍成教授退官記念号の刊行にあたって」 (丸山雍成教授退官記念号) （1996）
- 「啓蒙と権力:戦時期の「国民生活」論と戦後啓蒙」(<シンポジウム> 戦前・戦中・戦後の連続と非連続)(第九四回史学会大会報告記事) （1996）
- 「討論要旨」(<シンポジウム> 戦前・戦中・戦後の連続と非連続)(第九四回史学会大会報告記事) （1996）
- 「日本:近代 六(一九七五年の歴史学界 : 回顧と展望)」 （1976）
- 「高畠素之と国家社会主義派の動向：大正中期社会運動の一面 （1974）
- 「松尾尊兊著「大正デモクラシー」「鹿野政直著「大正デモクラシ-の底流」」「金原左門著「大正期の政党と国民」」「三谷太一郎著「大正デモクラシー論」」 （1975）
- 「近現代 (1985年の歴史学界--回顧と展望) (日本)」（1986）